# Grauschwanz-Wühlmaus

Verbreitungsgebiet der Grauschwanz-Wühlmaus, Kartenausschnitt mit den Bundesstaaten Washington und Oregon

Die Grauschwanz-Wühlmaus (Microtus canicaudus) ist ein in den nordwestlichen Vereinigten Staaten endemisches Nagetier in der Gattung der Feldmäuse. Die Population zählte zeitweilig als Unterart der Rocky-Mountains-Wühlmaus (Microtus montanus). Vermutlich ist sie deren Schwesterart oder enger mit der Townsend-Wühlmaus (Microtus townsendii) verwandt. Der Artzusatz im wissenschaftlichen Namen ist aus den lateinischen Worten canens (grau) und cauda (Schwanz) gebildet.

## Merkmale
Mit einer Gesamtlänge von 140 bis 168 mm, inklusive eines 30 bis 45 mm langen Schwanzes erreicht die Art etwa dieselbe Statur wie die Rocky-Mountains-Wühlmaus. Mit einem Gewicht bis 50 g sind manche Exemplare deutlich schwerer. Die Länge der Hinterfüße liegt bei 15 bis 20 mm. Bei dieser Feldmaus ist das Sommerfell oberseits gelbbraun, während die Unterseite und die Füße mit hellgrauem Fell bedeckt sind. Die Haare der Oberseite erhalten vor dem Winter weiße Spitzen, was das Fell heller erscheinen lässt. Der graue Schwanz trägt oberseits einen braunen Aalstrich. Zur Unterscheidung von anderen Feldmäusen der Region tragen verschiedene Abweichungen der Schädelkonstruktion bei.

## Verbreitung
Die Grauschwanz-Wühlmaus lebt im Willamette Valley im nördlichen Oregon und in angrenzenden Bereichen des Bundesstaates Washington. Das Tal wird von der Oregon Coast Range und von der Kaskadenkette begrenzt. Die Art lebte ursprünglich auf wilden Wiesen und hat sich an kultivierte Weiden, die grasbewachsenen Grenzen zwischen Feldern, die Säume von Straßen und Eisenbahnlinien sowie ähnliche Habitate angepasst.

## Lebensweise
Die Tiere bauen ein Nest, das in einem Erdloch oder im dichten Unterwuchs versteckt wird. Manchmal werden Baue anderer Nagetiere, wie der Camas-Taschenratte (Thomomys bulbivorus) benutzt. Sie fressen Pflanzensamen, Grashalme, die Blätter verschiedener Pflanzen, Stängel von Kräutern und Pflanzenzwiebeln. Exemplare in Gefangenschaft konnten erfolgreich mit Süßgräsern, Klee, Allium amplectens (Gattung Lauch) und Gewöhnlichem Ferkelkraut ernährt werden. Diese Feldmaus teilt ihr Revier mit anderen kleinen Säugern, zu denen unter anderem weitere Feldmäuse, die Wanderspitzmaus, der Kalifornische Ziesel, die eigentliche Hirschmaus (Peromyscus maniculatus) und das Strauchkaninchen zählen.
Die Grauschwanz-Wühlmaus ist an keine Paarungszeit gebunden. Nach 21 bis 23 tagen Trächtigkeit enthält ein Wurf etwa fünf Neugeborene. In Gefangenschaft gehaltene Tiere konnten sich nach 18 Tagen fortpflanzen. Zu diesem Zeitpunkt wiegen sie um 12,5 g und es haben 50 bis 58 Prozent der Jungtiere überlebt. Wie bei vielen anderen nordamerikanischen Wühlern variiert die Größe der Gesamtpopulation. Diese Feldmaus wird von Füchsen, Skunks, Hauskatzen, der Waldohreule, dem Sägekauz sowie anderen Eigentlichen Eulen und Schleiereulen gejagt. Die Larven verschiedener Fliegen, Zecken und Flöhe der Gattung Catallagia sind als Parasiten bekannt.

## Gefährdung
Regional wirkt sich die Umwandlung von Wiesen in Ackerflächen negativ aus. Obwohl sich alle Reviere zusammen nur auf ein 20.000 km² großes Gebiet verteilen, wird die Grauschwanz-Wühlmaus aufgrund ihrer guten Anpassungsfähigkeit von der IUCN als nicht gefährdet (least concern) gelistet.